# Henri Sainte-Claire Deville
Pour les articles homonymes, voir Sainte-Claire Deville, Sainte-Claire (homonymie) et Deville.
Henri Deville, de son nom complet Henri Étienne Sainte-Claire Deville, né le 11 mars 1818 à Saint-Thomas (Archipel des Antilles), décédé le 1er juillet 1881 à Boulogne-sur-Seine, inhumé au cimetière du Père-Lachaise, est un chimiste français, connu principalement pour ses travaux sur l'aluminium.
À l'époque, l'Université de Besançon ne s'appelle pas de Franche Comté
Il n'était pas membre de la Société Ramond, c'est son frère Charles.

## Biographie
Henri Deville est né dans les Antilles sur l'île de Saint-Thomas, possession à l'époque du Danemark. Son père, qui avait conservé sa nationalité française, était armateur et consul de France. Sa famille est originaire de la région française du Périgord. Son frère Charles, devenu géologue, est connu pour ses travaux sur les volcans.
Il revient en France avec sa famille en 1824. Après des études au collège Sainte-Barbe où il était pensionnaire, il entreprend des études de médecine mais se passionne également pour la chimie en suivant les cours du chimiste Louis Jacques Thénard à la faculté des sciences de Paris. Il finira par obtenir deux doctorat, un en médecine, et un en sciences en 1844. Il crée dans un grenier son premier laboratoire, et s'intéresse tout particulièrement à l'essence de térébenthine, qui sera le sujet de sa thèse, et au Baume de Tolu. Il découvre ainsi en 1841 le toluène. 
En 1844, il est chargé de l'organisation de la toute nouvelle faculté des sciences de Besançon, où il est nommé professeur de chimie et doyen. Il restera six ans à Besançon ; en 1845, il est élu membre titulaire de l'Académie des sciences, belles-lettres et arts de Besançon. Il met au point un nouveau procédé d'analyse pour analyser l'eau du Doubs. Il isole l'acide nitrique anhydre en faisant passer du chlore sur du nitrate d'argent. Cette découverte lui vaut sa première renommée auprès du monde scientifique européen.
En 1851, il est nommé maître de conférences de chimie à l'École normale supérieure de Paris à l'âge de 33 ans.
Il cultive ses relations en ouvrant son laboratoire le dimanche après-midi aux célébrités scientifiques (Louis Pasteur), littéraires (Renan) et politiques (Thiers).
En travaillant sur des corps supposés très stables tels que l'eau et le dioxyde de carbone, il met en évidence la notion de réversibilité et d'équilibre chimique. Ses travaux sur la dissociation seront repris et développés par ses élèves : Henri Debray, Louis Joseph Troost, Paul Hautefeuille, Alfred Ditte. En 1864, il donne sur ce sujet des conférences appelées « leçons de chimie » à la Société chimique de Paris.
Dès 1852, il est nommé professeur de chimie suppléant et en 1867 professeur de chimie titulaire à la Faculté de sciences de Paris à la suite de Dumas. Il est suppléé de 1875 à sa mort par Henri Debray et c'est Louis Joseph Troost qui lui succède.

## Travaux

### Aluminium
Dès son arrivée à l'École normale, il cherche à déterminer les propriétés du silicium, du magnésium et de l'aluminium.
Pour produire de l'aluminium, il reprend les expériences de Friedrich Wöhler, ce dernier n'ayant réussi qu'à produire quelques paillettes d'aluminium au milieu de nombreuses impuretés. Pour réduire l'oxyde d'aluminium, à la différence de Wöhler, il remplace le potassium par du sodium. Il réussit à produire les premiers lingots d'aluminium:264. La production chimique de l'aluminium est née. En 1854, il fait une première communication sur ce sujet à l'Académie des sciences mais ne juge pas utile de déposer un brevet pour son procédé de fabrication.
En 1859, il publie un ouvrage sur l'aluminium où il prévoit l'utilisation future de ce métal : « L'aluminium est susceptible de devenir un métal usuel ». Parmi d'autres propriétés, il détermine sa conductibilité électrique : « La détermination de la conductibilité électrique a été faite au moyen de l'appareil de M. Wheatstone, en cherchant quelles étaient les dimensions d'un fil de clavecin et d'un fil d'aluminium qui opposaient au passage de l'électricité la même résistance électrique. »
En 1854, Henri Sainte-Claire Deville réalise la première production industrielle d'aluminium dans une usine de Javel à Paris. Les travaux sont financés par l'empereur Napoléon III. Les premiers lingots seront utilisés pour l'exposition universelle de 1855.
En 1856, l'usine s'installe dans le quartier de la Glacière puis en 1857 à Nanterre. En 1859, cette usine produira 500 kg d'aluminium principalement destiné à la bijouterie.
En 1860, après avoir reçu un rapport à ce sujet de l'ingénieur des mines Gustave Noblemaire, il a l'intuition de choisir la bauxite comme minerai pour produire l'alumine nécessaire à la production de l'aluminium, plutôt que la cryolithe d'Islande qui revient très cher. Il met au point le procédé dit procédé Deville  pour extraire l'alumine du minerai.
Il travaille sur les questions périphériques à la production de l'aluminium et met au point une méthode de production du sodium, matière première dont il a besoin. À la suite de ses travaux, le coût de production de ce métal passe de 1000 F à 10 F par kg.
Le procédé chimique de Sainte-Claire Deville se développera jusqu'en 1886, année où Paul Héroult et Charles Martin Hall découvriront le procédé électrolytique de production de l'aluminium. En 1854, Sainte-Claire Deville avait approché une méthode électrolytique, mais les cinq piles qu'il utilisait étaient incapables de lui fournir l'intensité nécessaire. Henri Moissan, prix Nobel de chimie en 1906, dira « Deville attendait la découverte de Gramme ».

### Huiles et pétroles
Avec la découverte des gisements de pétrole en Amérique du Nord vers 1860 et l'essor industriel de la seconde moitié du XIXe siècle, les huiles ont un rôle important à jouer en tant que nouveau combustible aussi bien dans le monde industriel que pour les applications au chauffage domestique.
Sainte-Claire Deville se renseigne sur le commerce et l'industrie du pétrole et constate que les caractéristiques des produits du pétrole n'ont pas encore été déterminées c'est pourquoi il rassemble quarante et un échantillons de produits pétroliers d'origine variée et il communique ses résultats à l'Académie des sciences. Il détermine leur composition : carbone, hydrogène et une infime quantité d'oxygène ainsi que leur pouvoir calorifique qui est défini comme le nombre de calories que peut fournir en brûlant 1 kg d'huile.
Avec l'aide d'Audouin, il met en œuvre un foyer dans lequel il y a combustion du pétrole, des expériences sont menées sur le yacht impérial, le Puebla, en mars et avril 1868, les résultats obtenus avec de l'huile de houille sont en accord avec ceux obtenus par Deville dans son laboratoire.
Il utilise de nouveaux calorimètres et la Compagnie parisienne d'éclairage et de chauffage par le gaz répète chaque jour sur une grande échelle et avec ses huiles lourdes obtenues par la distillation de la houille les expériences réalisées au laboratoire afin de vérifier le pouvoir calorifique. Sainte-Claire Deville travaille sur l'emploi industriel des huiles minérales pour le chauffage des machines. Cette application a été très utile aux industriels parisiens lors du siège de Paris en 1871, 6 000 tonnes d'huile de goudron provenant de l'usine à gaz de la Villette ont été utilisées.
Avec Dieudonné, Sainte-Claire Deville se penche sur l'emploi industriel des huiles pour la traction des locomotives, il explique que cette nouvelle application est totalement différente de la précédente : pour une locomotive, il y a une force de traction considérable et la trépidation à laquelle est soumise continûment la machine. Ils mettent au point une nouvelle chaudière adaptée à une locomotive tractant des wagons. Des essais sont faits entre Epernay et Reims et Epernay et Bar par la Compagnie des chemins de fer de l'Est où Deville est membre du conseil d'administration. L'Empereur utilise ce moyen de locomotion le 3 septembre 1868 pour se rendre au camp de Châlons.
Sainte-Claire Deville souligne les deux dangers résultant de la volatilité et de la dilatabilité considérable des huiles pour leur conservation et leur transport. Les résultats obtenus par Sainte-Claire Deville connaîtront une diffusion durable grâce à l'article de Troost sur le pétrole dans le dictionnaire de chimie pure et appliquée publié, en 1873, par Wurtz.

### Les métaux de la mine du platine, les prototypes du mètre et du kilogramme de 1889 et la règle géodésique
À l'inverse des travaux sur l'aluminium, ceux concernant les métaux de la mine du platine occuperont Sainte-Claire Deville jusqu'à sa mort car ils sont difficiles et dangereux.
Dès 1854, Jacobi apporte au laboratoire de Sainte-Claire Deville des pépites de l'Oural ainsi que du platine démonétisé. Sainte-Claire Deville et Debray séparent les différents métaux constituant la mine du platine, à savoir le platine, le rhodium, le palladium, l'iridium, l'osmium et le ruthénium. Dans différents travaux présentés à l'Académie des Sciences, ils précisent les résultats obtenus.
En 1859, Pelouze présente à l'Académie des médailles en alliage de platine et d'iridium fondues par les procédés de Deville et Debray faites à l'École Normale et le 4 juin 1860, c'est Sainte-Claire Deville qui présente deux lingots de 25 kilogrammes fondus dans un même four et coulés dans une lingotière en fer forgé ainsi qu'une roue dentée en platine moulée dans le sable ordinaire des fondeurs.
En 1861, l'ouvrage intitulé « De la métallurgie du platine et des métaux qui l'accompagnent » paraît, il est écrit par Sainte-Claire Deville et Debray.
Après le décès d'Henri Sainte-Claire Deville, en 1881, Debray fait une communication à l'Académie en 1882 sur des travaux qu'ils avaient entrepris ensemble.
Ces travaux vont permettre la réalisation des prototypes du mètre et du kilogramme de 1889.
En effet, les Expositions Universelles se développent à partir de 1850 et comme les exposants ont leur étalon de mesures et il est difficile de comparer les produits. À l'Exposition Universelle de Paris en 1867, un Comité des Poids et Mesures et des Monnaies se constitue et demande l'adoption internationale du système métrique, institué, en France, en 1795.
En 1869, Napoléon III propose la création d'une Commission internationale. La commission française commence ses travaux dès novembre 1869.
Le général Arthur Morin et Henri Sainte-Claire Deville entreprennent des études préparatoires à partir du mètre et du kilogramme des Archives qu'ils trouvent dans un état de conservation très satisfaisant (Le 22 juin 1799, un étalon à bouts (la longueur est définie par la distance séparant les faces terminales de la règle) et un cylindre en platine sont déposés aux Archives). Ils discutent principalement sur la nature du métal à utiliser. Sainte-Claire Deville propose un alliage de platine et d'iridium et il veut bien se charger de réaliser une règle en platine iridié qu'il remet le 15 février 1870. Il souligne, le 23 mai 1870, qu'il y aura des difficultés pour obtenir un étalon identique à celui des archives car le minerai de platine contient de 75 à 95 % de platine.
La commission se réunit du 8 au 13 août 1870, à Paris, elle prend le nom de « Commission Internationale du Mètre ». Mais la guerre franco-prussienne a commencé le 19 juillet et la commission se sépare après avoir constitué un Comité des Recherches préparatoires qui doit effectuer des études à partir du mètre et du kilogramme des Archives.
Ce Comité des Recherches préparatoires se réunit du 2 au 14 avril 1872, à Paris, afin de préparer les réunions générales de la Commission Internationale. Sainte-Claire Deville pense qu'il est possible de fondre et de couler deux cents kilogrammes d'un alliage de platine à 10 % d'iridium. Les qualités de cet alliage sont son inaltérabilité, sa dureté, sa densité élevée et son homogénéité. La Commission Internationale se réunit, à nouveau, du 24 septembre au 12 octobre 1872. Trente pays participent à cette Commission. Après avoir entendu les résultats des travaux du Comité des Recherches préparatoires, elle décide de construire de nouveaux prototypes. Le métal utilisé pour réaliser les étalons sera un alliage composé de 90 pour cent de platine et de 10 pour cent d'iridium.
Le Comité permanent issu de cette Commission et la Section française mettront en œuvre ces décisions. La fabrication de ces mètres est importante car « tous les pays recevront des copies identiques, construites en même temps que le prototype à trait » et que c'est la France, pays du système métrique, qui a été chargée de les réaliser. Ce Comité demande au gouvernement français, le 3 octobre 1873, d'organiser une conférence qui permettra la création d'un Bureau international des poids et mesures.
Une conférence diplomatique se tient à Paris, du 1er mars au 20 mai 1875, elle aboutit au traité appelé « Convention du Mètre » signé par dix sept états. Un Comité international des poids et mesures voit le jour. D'autre part le Bureau International des Poids et Mesures est créé. Ce Bureau est un organisme scientifique international entretenu à frais communs par les états signataires, il est installé en France, pays du Système métrique. Il a pour but de conserver les prototypes internationaux et d'unifier les unités de mesure dans le monde. Il s'installe au Pavillon de Breteuil, à Sèvres.
Sainte-Claire Deville n'appartient pas au Comité des Recherches préparatoires mais il assiste aux séances, certaines réunions ont même lieu dans son laboratoire à l'École Normale où il met en œuvre les expériences. Le 5 avril 1872, il fond et coule un lingot de 2 kg de platine.
Après ces travaux préparatoires, la Section française propose au Comité permanent d'effectuer la coulée définitive pour l'ensemble des pays, puis le lingot sera forgé, réduit en barres, celles-ci seront étirées afin de réaliser les mètres. Du 25 avril au 12 mai 1874, de nombreuses fusions sont réalisées avec des quantités inférieures à cent kilogrammes et le 13 mai, un lingot de 250 kg en platine iridié est coulé au Conservatoire des Arts et Métiers en soixante neuf minutes, en présence du directeur du commerce intérieur, Monsieur Dumoustier de Frédilly. C'est l'alliage du Conservatoire ou Alliage de 1874.
Enfin la première Conférence Générale des Poids et Mesures est convoquée les 24, 25 et 26 septembre 1889. La règle no 6 est choisie comme prototype international du mètre et le cylindre KIII comme prototype du kilogramme. Ils sont conservés au Bureau international, ils représentent, désormais, les unités de longueur et de masse. Les autres prototypes sont répartis entre les États membres de la Convention du mètre qui les ont commandés par tirage au sort. Chaque pays a ainsi ses prototypes nationaux.
Sainte-Claire Deville est sollicité aussi par l'association géodésique internationale. Cette association a vu le jour en 1862, la France y a adhéré en 1871. Avec Mascart, il réalise une règle géodésique en platine iridié de quatre mètres de longueur. En 1878, il se rend à Hambourg en septembre afin de participer à la réunion de l'association géodésique internationale, il lit un mémoire sur la construction de la règle géodésique.

## Philosophie chimique
Le terme de « philosophie chimique » est utilisée par Sainte-Claire Deville dès 1860 dans la leçon qu'il professe à la Société chimique qui a pour titre « des lois de nombre en chimie et la variation de leurs constantes ».
À cette époque, la chimie est en pleine évolution théorique et le terrain de nombreux débats : la querelle des atomistes et des équivalentistes d'une part, celle des énergétistes et des mécanistes d'autre part. Dans les deux domaines, il a pris position : il est anti-atomiste et énergétiste. En effet, l'énergétisme décrit les conditions de transformation d'une matière lors d'une réaction chimique sans faire d'hypothèses sur la constitution de la matière, ce sont la pression, la température, le rapport entre les quantités de réactifs qui sont étudiées afin de montrer que la réaction est ou non possible ce qui correspond bien à une prise de position anti-atomiste. Sainte-Claire Deville expose ses leçons sur l'affinité, en 1867, à la Société chimique. Ce texte ainsi que celui sur la dissociation éclaire sa prise de position : rétrograde sur l'atomisme, novateur en mécanique chimique. Il rejette l'hypothèse des atomes et celles des forces en chimie.
Sainte-Claire Deville donne une priorité absolue à l'expérience, il suit la position de Dumas qu'il a pris comme modèle toute sa vie et comme l'expérience lui a montré l'existence de l'acide nitrique anhydre, il est conforté dans le fait que seule l'expérience permet de conclure. Cette position n'est pas isolée, Berthelot est anti-atomiste, elle n'est pas non plus arriérée puisqu'en 1895, Ostwald, énergétiste convaincu et militant chante la déroute de l'atomisme, tout comme Duhem.

## Postérité littéraire et hommages
Il reçoit à titre posthume le prix Jean Reynaud de l'Académie des sciences, attribué le 6 février 1882 (pour l'année 1881), pour ses travaux sur la dissociation.
Ce sont les travaux de Deville qui donneront l'idée à Jules Verne d'un obus creux suffisamment léger mais également résistant pour pouvoir être tiré par un canon directement sur la lune.

« Vous savez qu'un illustre chimiste français, Henri Sainte-Claire Deville, est parvenu, en 1854, à obtenir l'aluminium en masse compacte. Or, ce précieux métal a la blancheur de l'argent, l'inaltérabilité de l'or, la ténacité du fer, la fusibilité du cuivre et la légèreté du verre; il se travaille facilement, il est extrêmement répandu dans la nature, puisque l'alumine forme la base de la plupart des roches, il est trois fois plus léger que le fer, et il semble avoir été créé tout exprès pour nous fournir la matière de notre projectile ! »

— De la Terre à la Lune,chapitre 7.
Par une curieuse coïncidence, le fils d'Henri, Charles Étienne Sainte-Claire Deville (1857-1944) deviendra militaire dans l'artillerie, et l'un des inventeurs du canon de 75 mm modèle 1897.
En 1885, la rue Sainte-Claire-Deville dans le 12e arrondissement de Paris prend son nom en hommage.
Un timbre de 18F lui est consacré en mars 1955 (série grands hommes).
Son nom trop long ne figure pas sur la tour Eiffel.

## Publications
Liste non exhaustive :
- De l'aluminium et de ses combinaisons chimiques, Comptes-rendus de l'Académie des sciences (1854), article analysé sur le site BibNum.
- Mémoire sur la fabrication du sodium et de l'aluminium, Annales de chimie et de physique, 46 (1856), 415-58
- De l'aluminium, ses propriétés, sa fabrication et ses applications, 1 vol., in-8°, Paris, Mallet-Bachelier, 1859,176 pages
- De la métallurgie du platine et des métaux qui l'accompagnent, (1861), disponible en ligne
- L'état naissant des corps, la Revue scientifique, 22 janvier 1870.
- L'internat dans l'éducation, la Revue scientifique, 2 septembre 1871.